# Aphyllanthes monspeliensis
Aphyllanthes monspeliensis är en sparrisväxtart som beskrevs av Carl von Linné. Aphyllanthes monspeliensis ingår i släktet Aphyllanthes och familjen sparrisväxter. Inga underarter finns listade i Catalogue of Life.

## Bildgalleri

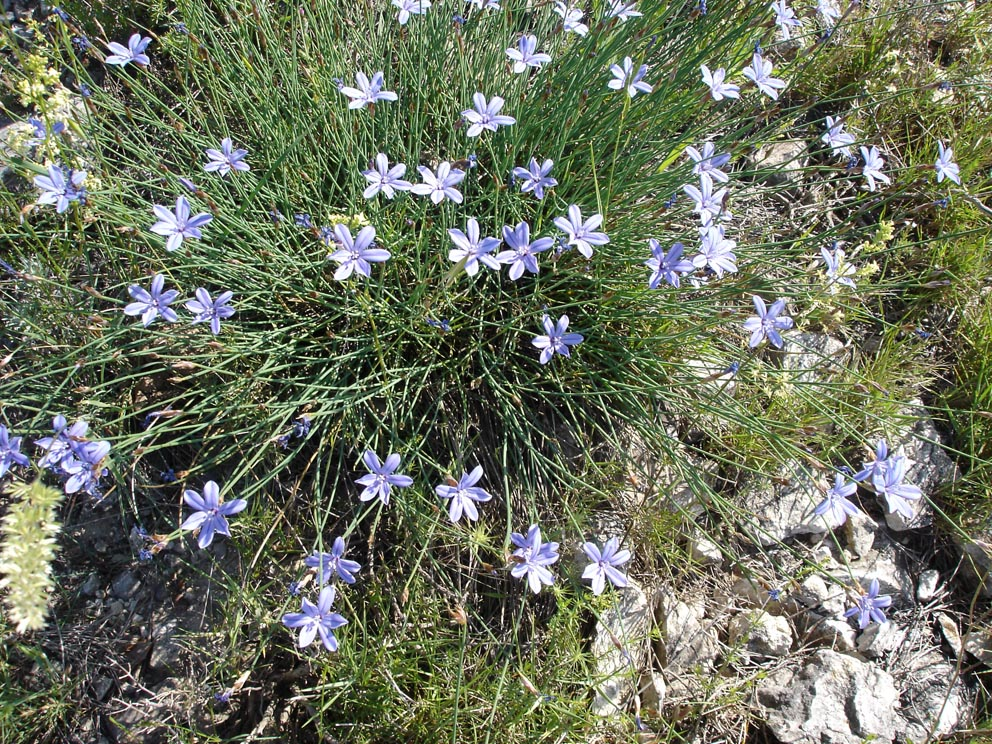
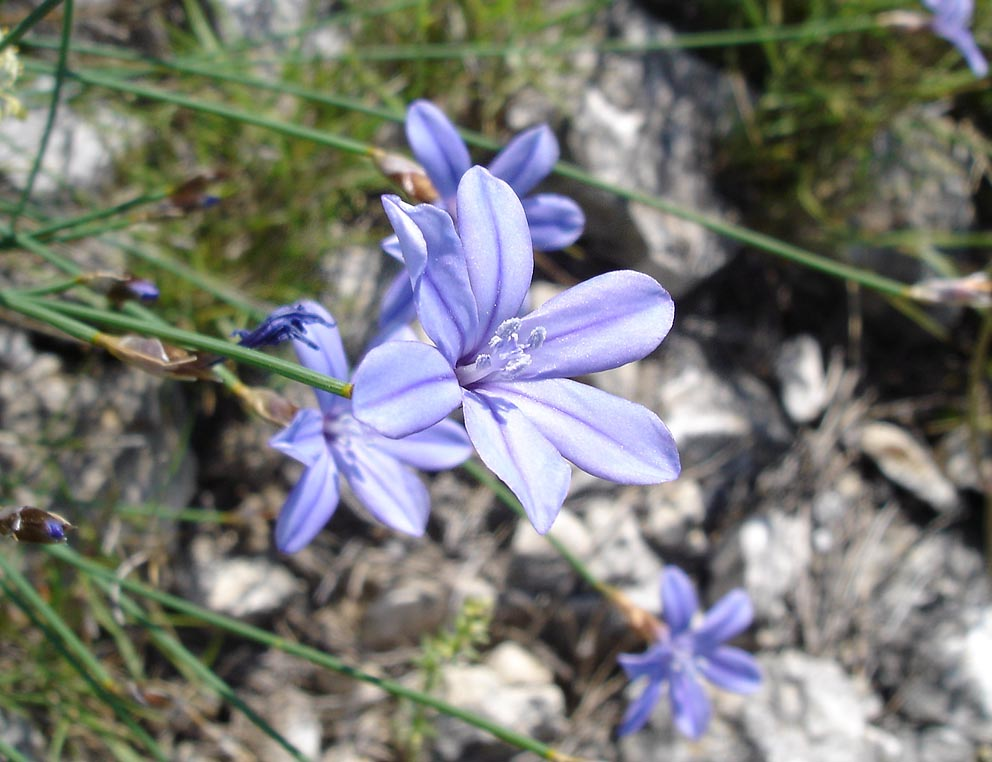
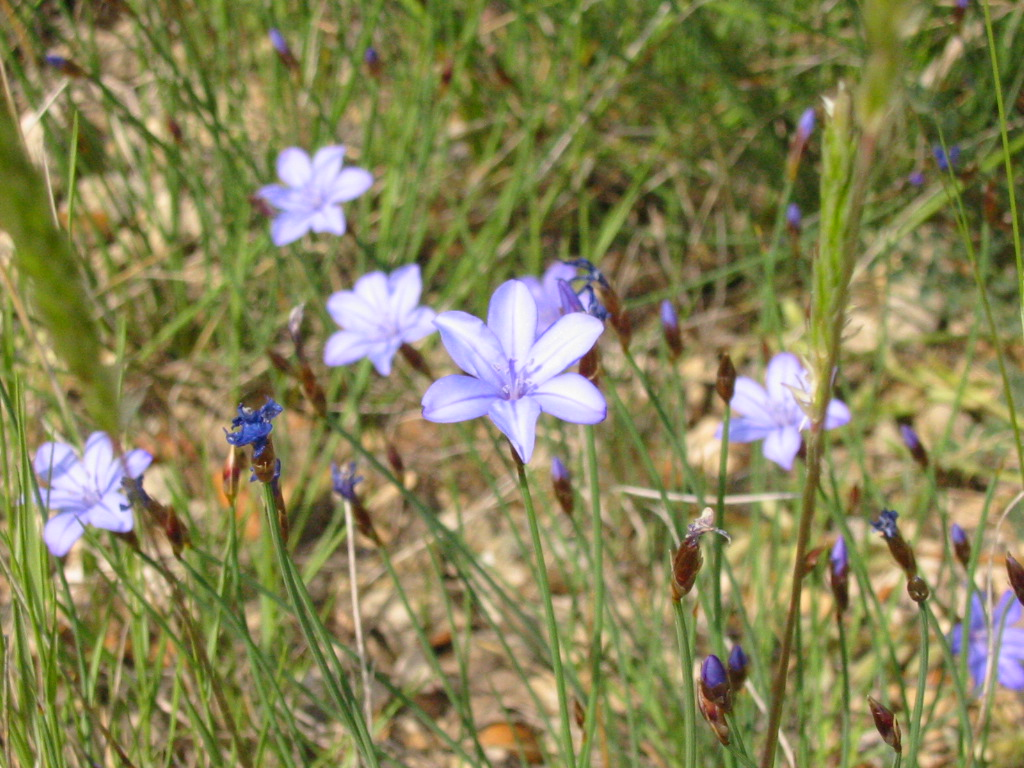
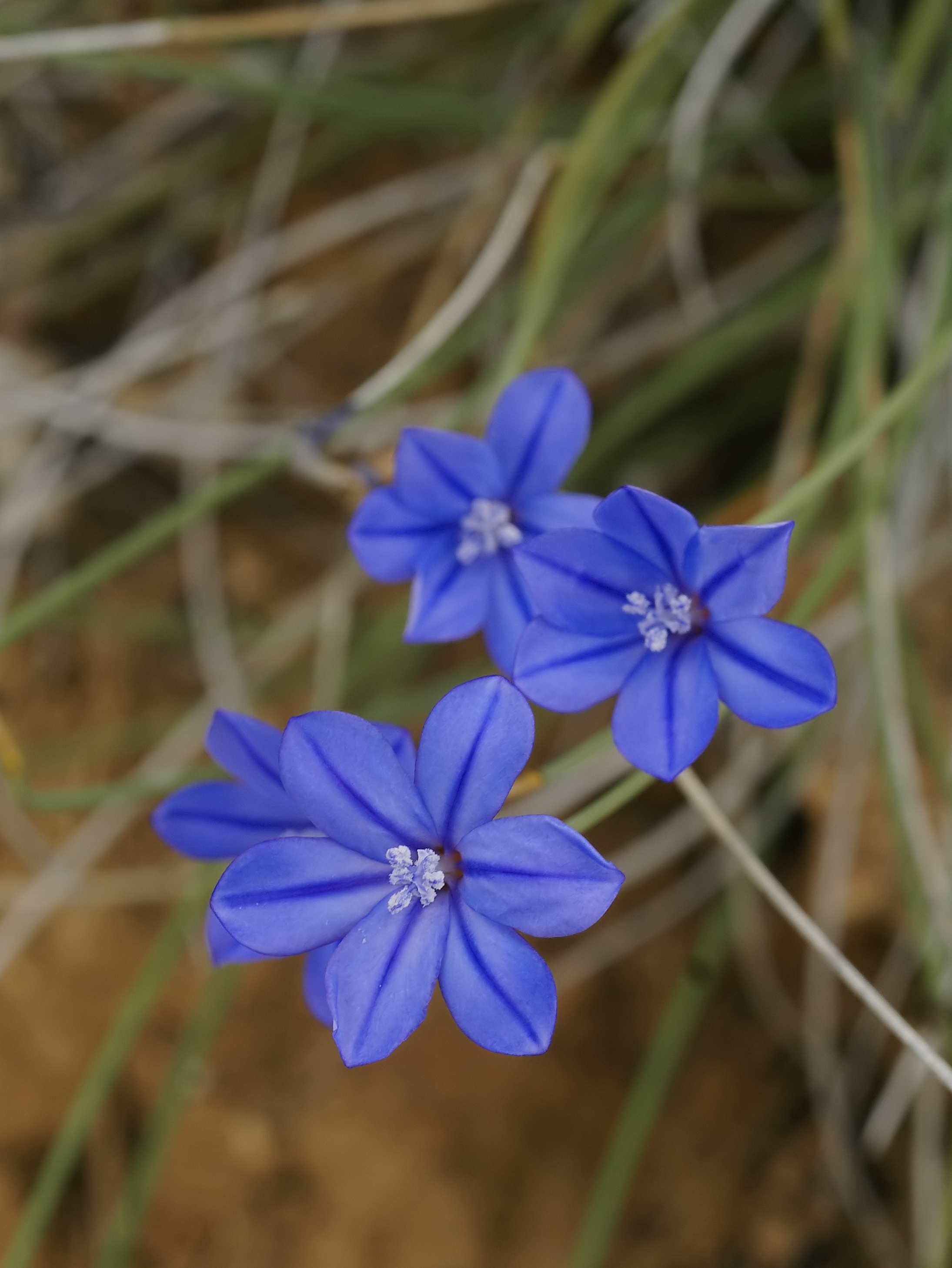
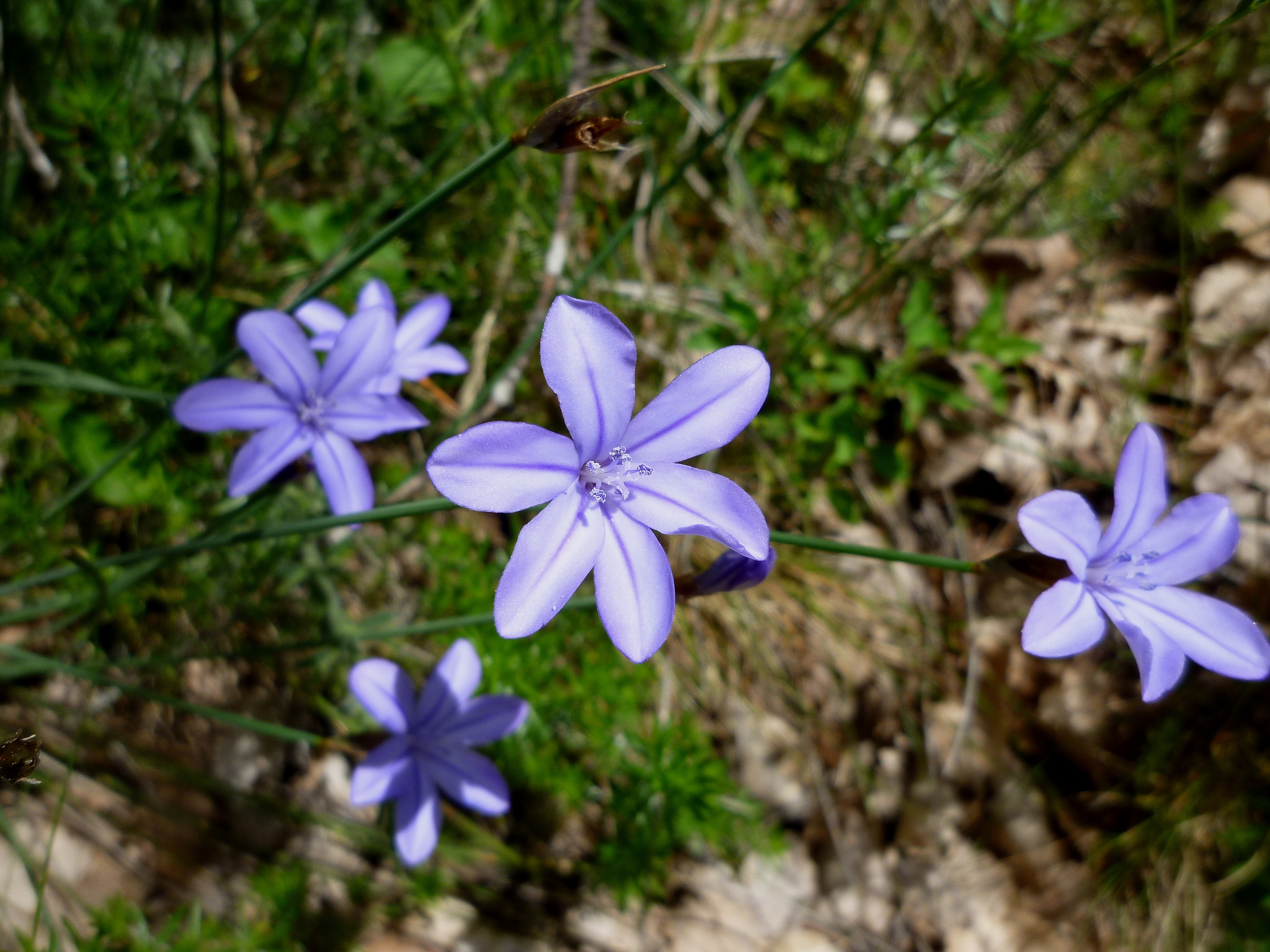
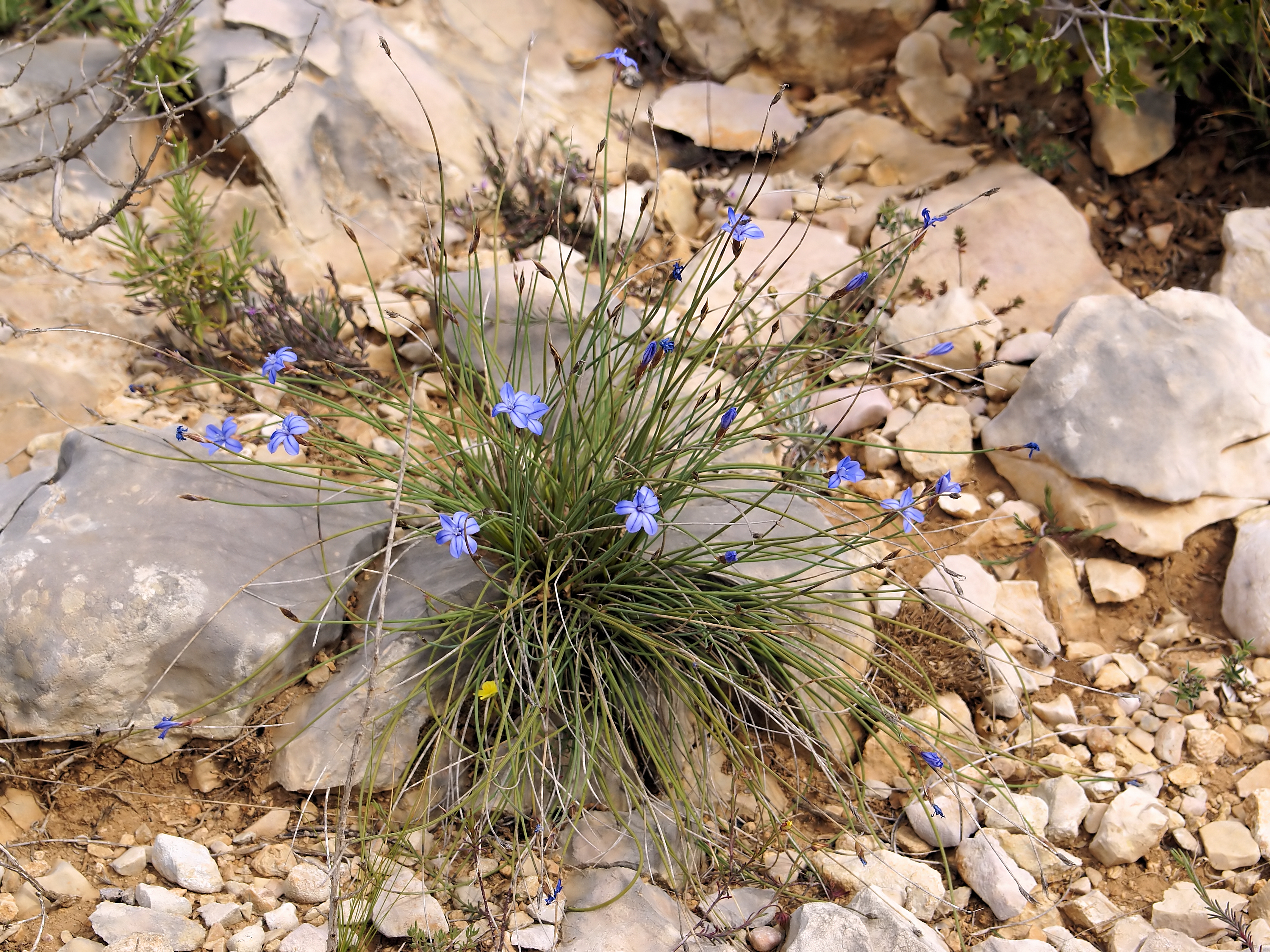